# مک‌لارن اسپیدتیل
مک‌لارن اسپیدتیل (به انگلیسی: McLaren Speedtail) یک خودروی اسپورت هیبریدی با تولید محدود است که توسط شرکت خودروسازی مک‌لارن طراحی و ساخته شده‌است. این خودرو به‌عنوان جانشین خودروی مک‌لارن اف۱، و پس از مدل‌های سنا، پی۱ و اف۱، چهارمین خودروی اضافه شده به مجموعه خودروهای سری آلتیمیت مک‌لارن است. اسپیدتیل همچنین اولین خودرو از ۱۸ خودرویی است که شرکت مک‌لارن به‌عنوان بخشی از برنامهٔ تجاری ترک۲۵ قصد معرفی و تولید آن‌ها تا سال ۲۰۲۵ را دارد. مک‌لارن اسپیدتیل در تاریخ ۲۶ اکتبر ۲۰۱۸ رونمایی شد.

## مشخصات فنی
شرکت مک‌لارن هنوز هویت پیشرانهٔ این خودرو را مشخص نکرده‌است، با این حال طبق اعلام مک‌لارن، خودروی اسپیدتیل از پیشرانهٔ هیبریدی بهره‌مند خواهد بود که توان خروجی آن به ۱٬۰۳۵ اسب بخار (۷۷۲ کیلووات) می‌رسد. شاسی این خودرو از نوع مونوکوک و از جنس الیاف کربن است و صندلی‌های آن به صورت یکپارچه با شاسی ساخته شده‌اند. همچنین درهای جانبی آن مانند دیگر مدل‌های مک‌لارن، از نوع دو سطحی هستند.

## عملکرد
مک‌لارن اعلام کرده‌است که خودروی اسپیدتیل دارای بیشینه سرعت ۴۰۲ کیلومتر بر ساعت (۲۵۰ مایل بر ساعت) بوده و می‌تواند شتاب ۰–۲۹۹ کیلومتر بر ساعت (۰–۱۸۶ مایل بر ساعت) را در مدت ۱۲٫۸ ثانیه طی کند. این ارقام، اسپیدتیل را به سریعترین خودروی تولیدی شرکت مک‌لارن بدل کرده‌است.

## فناوری
اسپیدتیل به شیشه‌های الکتروکرومیک مجهز است که با فشردن یک دکمه، تیرگی آن افزایش یافته و خودرو را از وجود آفتابگیر بی‌نیاز می‌کند. همچنین در این خودرو آینه‌های جانبی با دوربین‌های اچ‌دی نصب‌شده بر روی گلگیرهای جلو جایگزین شده‌اند که هنگام شروع به کار پیشرانه از جای خود بیرون آمده و در صورت فعال‌سازی «حالت شتاب‌گیری»، دوباره به جای خود بازمی‌گردند. بر پایه اعلام مک‌لارن، این روند جهت کاهش نیروی پسار در هنگام شتاب‌گیری و سرعت‌های بالا انجام می‌گیرد. چرخ‌های جلو نیز جهت کاهش نیروی پسار به پوشش ثابتی از جنس فیبر کربن مجهز شده‌اند. در بخش عقب بدنه از شهپرهای ساخته شده از الیاف کربن انعطاف‌پذیر استفاده شده که به صورت هیدرولیکی کنترل می‌شوند. این شهپرها به عنوان بخشی از پوشش موتور در قسمت عقب خودرو نصب شده‌اند.

## فضای داخلی
پیکربندی صندلی‌های اسپیدتیل، همانند مدل پیشین، مک‌لارن اف۱، به صورت ۳ نفره طراحی شده. در این طرح، صندلی راننده در وسط و کمی جلوتر از دو صندلی دیگر قرار می‌گیرد. در مدل اف۱، این نحوهٔ قرارگیری صندلی‌ها جهت بهره‌مندی راننده از دید وسیع‌تر در مقایسه با طرح‌های مرسوم، مورد استفاده قرار گرفته‌بود. در فضای داخلی این خودرو از «تودوزی چرم هدایت‌شده» استفاده شده‌است که به گفتهٔ مک‌لارن «باعث سهولت نشستن بر روی صندلی شده و در عین حال سرنشین را به هنگام رانندگی در جای خود نگه می‌دارد.» فضای داخلی این خودرو همچنین میزبان قطعاتی از جنس «الیاف کربن تقویت شده با تیتانیوم» است. این الیاف به این صورت ساخته می‌شوند که لایه‌ای از تیتانیوم با ضخامت یک میکرون به‌طور مستقیم با الیاف کربن ترکیب شده و به یکی از اجزای سازندهٔ ساختار کلی الیاف کربن تبدیل می‌شود. این نوع از الیاف کربن، به همراه فناوری تین-پلای فیبر کربن (TPT)، به ساخت لایه‌های فیبر کربنی با ضخامت ۳۰ میکرون منجر شده‌اند. مک‌لارن چمدان‌های سفارشی هماهنگ با فضای داخلی مورد سفارش را نیز در دسترس خریداران خود قرار داده‌است. این انتخاب در زمان شروع فروش مدل اف۱ نیز در اختیار مشتریان قرار گرفته‌بود.

## تولید و فروش
قرار است از این خودروی ۲٫۴ میلیون دلاری تعداد ۱۰۶ دستگاه تولید شود که تمامی آن‌ها از قبل به فروش رسیده‌اند. به دلیل استفاده از دوربین به جای آینه‌های کناری و نبود کیسه‌های هوای جانبی، خودروی مک‌لارن اسپیدتیل اجازهٔ تردد در خیابان‌های ایالات متحده را ندارد. با این حال ۳۵٪ از کل خودروهای فروخته شده توسط مشتریان آمریکایی خریداری شده‌است. بر اساس گفتهٔ یکی از سخنگویان مک‌لارن، خودروی اسپیدتیل ممکن است پس از بررسی‌های سازمان ملی امنیت ترافیک بزرگراه‌های ایالات متحده (NHTSA)، و طبق «قانون نمایش»، که خودروهای قابل توجه از نظر تاریخی یا فناوری را مورد معافیت واردات قرارمی‌دهد، مجوز ورود به ایالات متحده را دریافت کند. در صورت صدور این مجوز برای اسپیدتیل، مالکان این خودروها در یک بازه زمانی ۱۲ ماهه می‌توانند خودروی خود را حداکثر تا میزان ۲٬۵۰۰ مایل برانند.